# Ellison D. Smith
Ellison D. Smith (Lynchburg, 1864. augusztus 1. – Lynchburg, 1944. november 17.) az Amerikai Egyesült Államok szenátora (Dél-Karolina, 1909–1944).